# Служительские флигели (Кронштадт)
Служи́тельские фли́гели — комплекс из шести жилых домов в Кронштадте. Построены для служащих (матросов) Кронштадтского адмиралтейства в 1785—1788 годах. Использовались для размещения флотских экипажей Балтийского флота на берегу. Объект культурного наследия регионального значения. Адрес: Флотская улица, дома 2—12.

## История
После решения о переводе Адмиралтейства в Кронштадт адмиралом С. К. Грейгом составлен проект размещения офицерских и служительских флигелей вдоль всего Адмиралтейства с северной его стороны. Было запланировано строительство 12 офицерских флигелей, выходивших парадными фасадами на улицу (Екатерининскую и Большую Екатерининскую), а перпендикулярно каждому из них должен был быть построен служительский флигель. На первом этапе было построено 6 служительских и 4 офицерских флигеля. Так как Адмиралтейство в правление Павла I решено было оставить в Петербурге, то остальные служительские флигели не были возведены.
Основная часть комплекса построена в 1785—1788 гг. по проекту архитектора М. Н. Ветошникова. 1-й флигель был возведён в 1788 году, 2-й — в 1787 году, 3-й и 4-й — в 1786 году. 6-й служительский флигель построен позднее, в 1795—1796 гг., по тому же проекту, под наблюдением В. И. Баженова, с одним изменением: была уменьшена толщина стен 2-го и 3-го этажей. В 1805 году произошла перестройка флигелей по проекту Ч. Камерона (заканчивал работы по перестройке А. Д. Захаров).
П. Н. Столпянский приводит историю о том, что в целях борьбы с пьянством матросов окна во флигелях, выходившие на Флотскую (в то время Павловскую) улицу, были заложены, так как матросы подавали через окна ёмкости, которые хозяева или приказчики трактиров, расположенных на другой стороне улицы, наполняли водкой. Для борьбы с самовольными отлучками матросов планировалось также возвести двухметровый забор со стороны Флотской улицы, а вход и выход сделать лишь со стороны офицерских флигелей, но эти планы не были реализованы.
После Октябрьской революции флигели продолжали использоваться для проживания военных (под общежития и квартиры для семей моряков), находились в ведении Ленинградской военно-морской базы. 1-й, 2-й и 6-й флигели были перестроены под квартиры после Великой Отечественной войны, а 4-й и 5-й — в 2010-е гг.

## Архитектура
Все шесть зданий изначально были идентичны по архитектуре: все были построены трёхэтажными, из красного неоштукатуренного кирпича, без отделки и декора. В 1901 и 1903 гг. соответственно 3-й и 4-й флигели были надстроены четвертым этажом.